# Линдек
Линдек (словен. Lindek) — поселення в общині Войник, Савинський регіон, Словенія. 
Висота над рівнем моря: 683 м.